# 소라치군

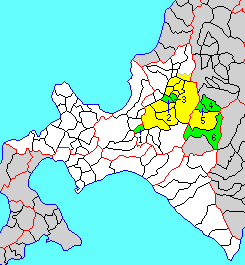
소라치 군의 위치

소라치군(일본어: 空知郡)은 일본 홋카이도 중앙부, 소라치 지청과 가미카와 지청의 군이다.
인구 14,992명, 면적 209.53km², 인구밀도 71.6명/km².(2025년 2월 28일, 주민기본대장인구)
이하 6정으로 구성된다.
- 소라치 지청(空知支庁)
  - 가미스나가와정(上砂川町)
  - 나이에정(奈井江町)
  - 난포로정(南幌町)

- 가미카와 지청(上川支庁)
  - 가미후라노정(上富良野町)
  - 나카후라노정(中富良野町)
  - 미나미후라노정(南富良野町)

## 역사
에도 시대에 소라치 군역은 서 에조치에 속했고 마쓰마에번령이었다. 에도 시대 후기가 되면서 국방상의 이유로부터 군역은 천령이 되었다. 1869년 8월 15일에 소라치 군이 두어져 홋카이도 이시카리국에 포함되었고 1882년 2월 8일에 폐사치현에 따라 삿포로 현의 소관이 되었다. 1897년에 지청제가 실시되면서 소라치 지청의 관할이 되었다.
- 2006년 3월 27일 - 구리사와 정, 기타 촌이 이와미자와시에 편입되었다.